# Meriwether Lewis
Meriwether Lewis (Charlottesville, Albemarle, Virgínia, 18 de agosto de 1774 - Stand Grinder, Hohenwald, Tennessee, 11 de outubro de 1809) foi um explorador, soldado, recoletor botânico e administrador público norte-americano. Lewis é conhecido por liderar, com William Clark, a expedição de Lewis e Clark, cuja missão era explorar, logo após a compra da Louisiana, os novos territórios adquiridos e conseguir estabelecer comércio e soberania sobre os nativos, e reclamar o noroeste do Pacífico e do Território do Oregon para os Estados Unidos antes que as nações europeias o tivessem feito.
Em 1803, Lewis propôs a Clark partilhar o comando da expedição formada sob os auspícios do presidente Thomas Jefferson, o chamado Corpo Expedicionário ("Corps of Discovery"). A expedição durou três anos e, embora tecnicamente subordinado, e sob o comando de Lewis na prática, os dois homens partilharam a liderança graças à insistência deste último. Clark assumiu todo o mapeamento da gestão, da logística e dos suprimentos, bem como a identificação e classificação de plantas e animais autóctones.
O presidente Thomas Jefferson nomeou-o governador da Alta Louisiana (Illinois Land) em 1806.
Ao retornar da expedição de Lewis e Clark, Clark recebeu em recompensa uma propriedade com 6 km² e foi feito governador do Missouri. Instalou-se em Saint Louis.
Lewis foi atingido por um tiro disparado na taverna Grinder's Stand, em Hohenwald, a cerca de 110 km de Nashville, Tennessee. Com múltiplas feridas, incluindo na cabeça, viria a morrer poucas horas depois. Embora os historiadores modernos geralmente aceitem a sua morte como suicídio, tal facto nunca ficou provado, nem a tese alternativa de que tinha sido assassinado.